# Salts al Campionat del Món de natació de 2017 – 10 metres plataforma sincronitzat mixt
La prova de 10 metres plataforma sincronitzat mixt al Campionat del món de 2017 es va celebrar el 15 de juliol de 2017.

## Resultats
La final es va iniciar a les 13:00.
| Posició | Nacionalitat   | Saltadors                              |        |
| Posició | Nacionalitat   | Saltadors                              | Punts  |
| ------- | -------------- | -------------------------------------- | ------ |
| 1       | Xina           | Ren Qian Lian Junjie                   | 352.98 |
| 2       | Regne Unit     | Lois Toulson Matty Lee                 | 323.28 |
| 3       | Corea del Nord | Kim Mi-rae Hyon Il-myong               | 318.12 |
| 4       | Rússia         | Yulia Timoshinina Viktor Minibaev      | 310.08 |
| 5       | Canadà         | Meaghan Benfeito Nathan Zsombor-Murray | 307.80 |
| 6       | Japó           | Minami Itahashi Kazuki Murakami        | 307.74 |
| 7       | Austràlia      | Melissa Wu Domonic Bedggood            | 306.30 |
| 8       | Alemanya       | Christina Wassen Florian Fandler       | 302.46 |
| 9       | Mèxic          | Viviana Del Angel Randal Willars       | 301.08 |
| 10      | Estats Units   | Tarrin Gilliland Andrew Capobianco     | 300.12 |
| 11      | Itàlia         | Noemi Batki Maicol Verzotto            | 291.54 |
| 12      | Ucraïna        | Valeriia Liulko Maksym Dolhov          | 287.34 |
| 13      | Colòmbia       | Carolina Murillo Víctor Ortega         | 258.93 |
| 14      | Cuba           | Tuti García Jeinkler Aguirre           | 256.35 |
| 15      | Singapur       | Lim Shen-Yan Freida Jonathan Chan      | 250.68 |
| 16      | Uzbekistan     | Yuliya Nushtaeva Botir Khasanov        | 196.20 |